# 830
830 (DCCCXXX) fue un año común comenzado en sábado del calendario juliano, en vigor en aquella fecha.

## Acontecimientos
- 5 de junio - El emperador Teófilo se casa con la noble armenia Teodora en Hagia Sofia en Constantinopla. Fue escogida durante un desfile de novias y se convirtió en emperatriz (Augusta) del Imperio Bizantino.
- Guerras árabo-bizantinas: Refuerzos musulmanes provenientes de Ifriqiya y al-Ándalus derrotan a las fuerzas bizantinas bajo Teodoto en Sicilia, pero una plaga los fuerza a replegarse hasta Mazara del Vallo y luego huyen al norte de África. Creación del hospital Ad-dihmnah (bimaristan) en Kairouan por el emir aglabí Ziyadat Alá I de Ifriqiya.[1]
- El emperador Ludovico Pío regresa de una campaña en Bretaña y es capturado por su hijo Pipino I, rey de Aquitania. Es puesto bajo arresto domiciliario en Compiègne y su esposa Judith de Baviera es encarcelada en Poitiers.
- El rey Wiglaf de Mercia retoma el control desde Wessex y regresa al trono.[2]
- Batalla de Tellaru: El rey Nandivarman III de la dinastía Pallava derrota a la dinastía Pandya, dirigidos por su rival Srimara Srivallabha en Vandavasi (hoy India).
- Se completa de la estupa budista de Borobudur en Magelang, Java Central, después de 50 años de construcción (fecha aproximada).
- El abad Nennio compila el Historia Brittonum. Es conocido por listar las 12 batallas del rey Arturo (fecha aproximada).

## Nacimientos
- Carlomán de Baviera, rey de los francos orientales.
- Engelberga, emperatriz de los francos (fecha aproximada).
- Junayd de Bagdad, sufí musulmán.
- Emperador Kōkō de Japón.
- Roberto el Fuerte, duque de Maine.
- Riúrik, príncipe de Nóvgorod (fecha aproximada).
- Vulgrin I de Angulema (fecha aproximada).

## Fallecimientos
- Ashot I de Iberia (u 826).
- Eardwulf de Northumbria (fecha aproximada).
- Seon, rey de Balhae.